# Xuân Phổ
Xuân Phổ là một xã thuộc huyện Nghi Xuân, tỉnh Hà Tĩnh, Việt Nam.

## Địa lý
Xã Xuân Phổ có vị trí địa lý:
- Phía đông giáp Biển Đông
- Phía tây giáp Sông Cả
- Phía nam giáp xã Xuân Hải
- Phía bắc giáp xã Đan Trường.

Xã Xuân Phổ có diện tích 5,85 km², dân số năm 1999 là 4.539 người,
 mật độ dân số đạt 77 người/km².

## Lịch sử
Ngày 17 tháng 7 năm 2019, HĐND tỉnh Hà Tĩnh ban hành Nghị quyết số 157/NQ-HĐND về việc:
- Đổi tên Thôn 1 thành thôn Phúc An.
- Đổi tên Thôn 2 thành thôn Ninh Hòa.
- Đổi tên Thôn 3 thành thôn Hợp Thuận.
- Đổi tên Thôn 7 thành thôn Trường An.
- Thành lập thôn Kiều Văn trên cơ sở Thôn 4 và Thôn 5.
- Thành lập thôn Thống Nhất trên cơ sở Thôn 6, Thôn 8, Thôn 9.